# Садки (Радомышльский район)
Садки (укр. Садки) — село на Украине, находится в Радомышльском районе Житомирской области.
Код КОАТУУ — 1825085803. Население по переписи 2001 года составляет 65 человек. Почтовый индекс — 12211. Телефонный код — 4132. Занимает площадь 0,278 км².
Через село протекает река Вырва.

## Адрес местного совета
12210, Житомирская область, Радомышльский р-н, с. Макалевичи